# Лодзь (аэропорт)
Международный аэропорт им. Владислава Реймонта Лодзь-Люблинек (пол. Port Lotniczy Łódź im. Władysława Reymonta; ИАТА: LCJ, ИКАО: EPLL) — международный аэропорт в Польше, находящийся в 6 км от центра города Лодзь.

## История
Спустя два года после открытия в 1927 году налажено регулярное сообщение с Познанью и Варшавой, затем со Львовом и Вильнюсом. Во времена Второй мировой войны аэропорт был расширен: построена 1200-метровая взлетно-посадочная полоса для военных целей.
В 50—60х годах произошла ликвидация регулярных служб; аэропорт становится спортивно-сервисным. 
В 1994 году после модернизации аэропорт начинает обслуживать малое, но растущее количество пассажиров. 
В 1996 году аэропорт получил статус международного, также был построен «Терминал 1».
В 2005 году построен «Терминал 2» пропускная способность которого составила 500 тыс. человек в год.

## Авиакомпании и направления
| Авиакомпания | Пункт назначения                            |
| ------------ | ------------------------------------------- |
| Buzz         | Чартер: Ираклион, Родос                     |
| Enter Air    | Чартер: Анталья, Бургас                     |
| Ryanair      | Аликанте, Бергамо, Шарлеруа, Дублин, Лондон |

## Терминалы
Аэропорт имеет три терминала:
- Терминал I (строился под рабочим названием Терминал III) официально открыт 1 июня 2012 года после трехлетнего строительства. Стал использоваться в полной мере 30 июня 2012 года[2].
- Терминал авиации общего назначения (ранее Терминал I) был модернизирован в 1997 году и сейчас обслуживает рейсы авиации общего назначения и VIP-рейсы.
- Терминал Cargo был открыт 16 сентября 2009 года и предназначен для обслуживания грузовых рейсов.

## Статистика
| Год  | Пассажиропоток | Изменения % | Рейсы |
| ---- | -------------- | ----------- | ----- |
| 2008 | 339 404        |             | 4 184 |
| 2009 | 308 700        | ▼ 9.0%      | 4 180 |
| 2010 | 393 942        | ▲ 27.6%     | 3 268 |
| 2011 | 389 286        | ▼ 1.1%      | 3 044 |
| 2012 | 462 931        | ▲ 18.9%     | 3 779 |
| 2013 | 353 633        | ▼ 23.6%     | 2 763 |
| 2014 | 253 772        | ▼ 28.2 %    | 2 036 |
| 2015 | 287 628        | ▲ 13.3%     | 3 103 |
| 2016 | 241 271        | ▼ 16.1%     | 2 912 |
| 2017 | 207 377        | ▼ 14.0%     | 1 740 |
| 2018 | 217 426        | ▲ 4.8%      | 1 564 |
| 2019 | 241 707        | ▲ 11.1%     | 1 664 |
| 2020 | 75 275         | ▼ 68.8%     | 578   |
| 2021 | 69 320         | ▼ 7.9%      | 658   |